# كريتكل ريفيوز إن إميونولوجي
كريتكل ريفيوز إن إميونولوجي أو مراجعات نقدية في علم المناعة (بالإنجليزية: Critical Reviews in Immunology)‏ هي دورية علمية نصف شهرية تُنشر من قبل بيجل هاوس [الإنجليزية] وتغطي مجال علم المناعة. رئيس تحريرها هو زهير أتاسي.

## التجريد والفهرسة
الدورية مفهرسة وتُنشر خلاصاتها في بيوسيس بريفيوز [الإنجليزية]،كورنت كونتنتز /لايف ساينس، مدلاين/ببمد وساينس سيتايشن إندكس إكسباندد. تبعا لتقارير الاستشهاد بالمجلات الأكاديمية عامل التأثير الخاص بالدورية في 2016 هو 2.327، وجائت في المرتبة 106 من أصل 150 دورية في تخصص علم المناعة.

## روابط خارجية
- الموقع الرسمي